# Ducretet Thomson

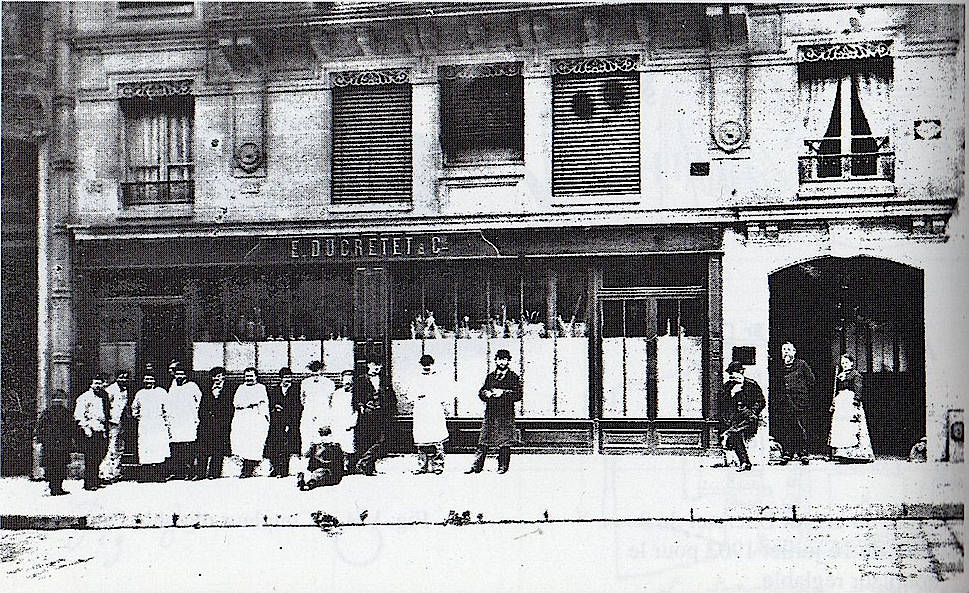
Établissement Ducretet et Cie, 75 rue Claude-Bernard, Paris 5e (vers 1900).

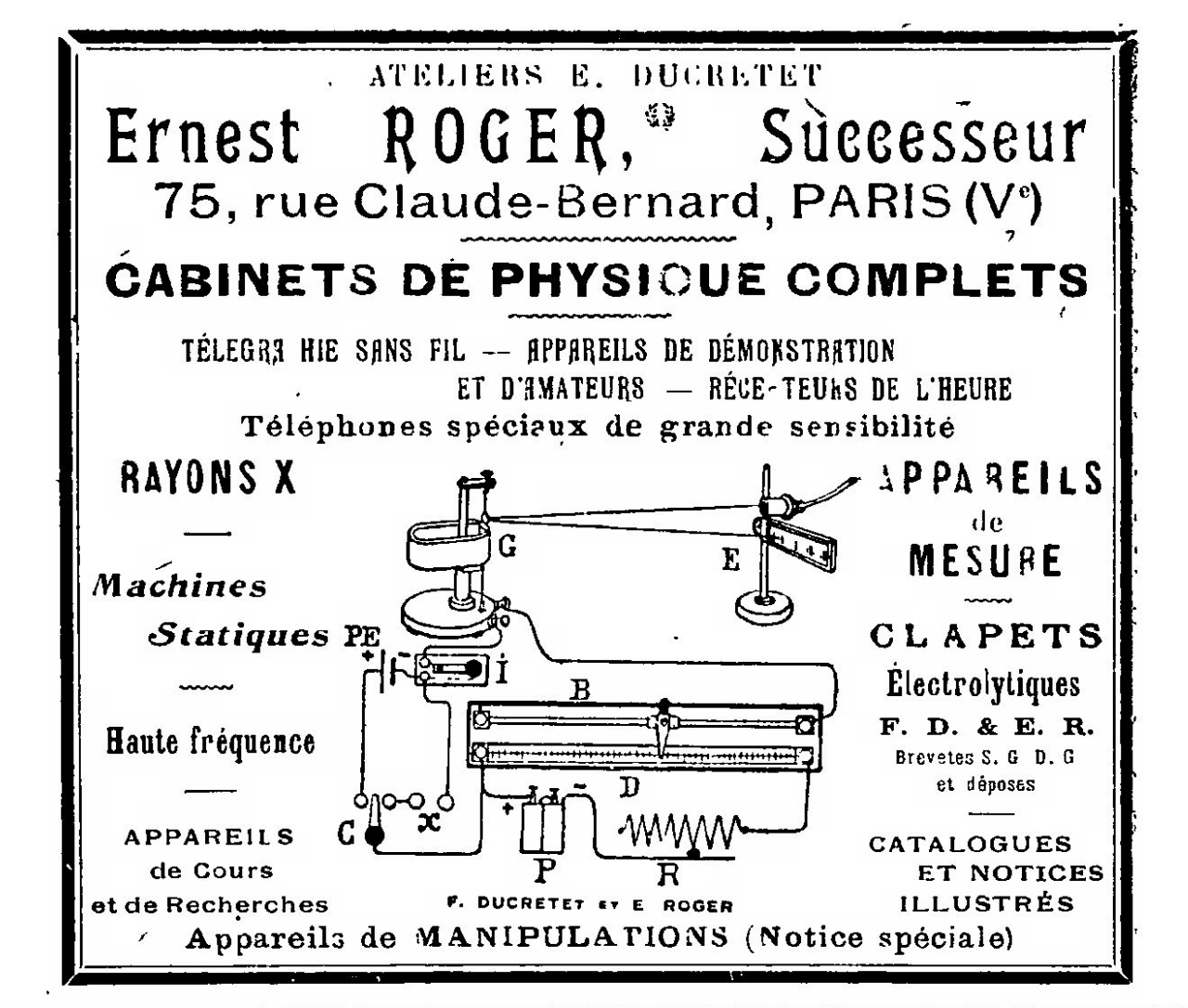
Publicité pour Ernest Roger successeur, Ateliers E. Ducretet (1920).

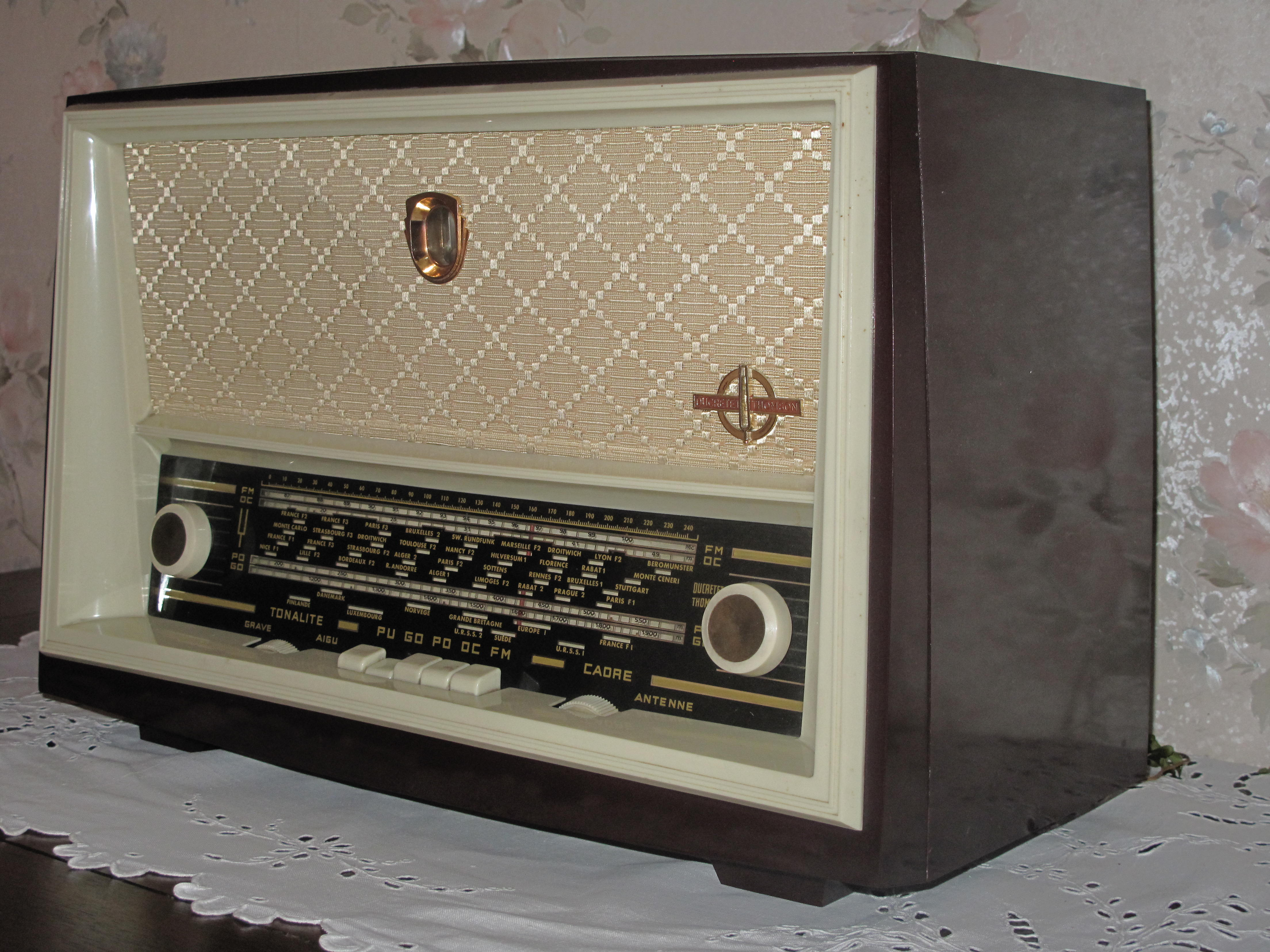
Poste de radio Ducretet Thomson (logo), vers 1955.

Ducretet et Compagnie, devenue Ducretet Thomson est une ancienne entreprise française fondée en 1864 et dont la marque disparaît à la fin des années 1970.

## Historique
Fondée par l'ingénieur Eugène Ducretet, elle produit initialement du matériel de précision et des instruments scientifiques intégrant des mécanismes motorisés par électromagnétisme. Parmi les premiers brevets déposés par Ducretet on compte en 1879 un phonographe présentant une surface plane en métal — et non un cylindre qu'il développe ultérieurement —, des antennes de transmission sans fil, des applications liées au rayon X,.
En 1915, après la mort du fondateur et après la mort sur le front de son fils Pierre, son fils Fernand (1878-1928) reprend l'entreprise mais devient aveugle en 1917 ; l'entreprise est reprise par Ernest Roger, un associé d'Eugène depuis plus de vingt ans, et devient Ducretet-Roger.
En 1930, elle se rapproche de la Compagnie française Thomson-Houston (CFTH). En 1932, la marque Ducretet Thomson apparaît sur une série d'appareils radiophoniques et phonographiques vendus sous le nom « La Voix Du Monde ». L'usine s'installe rue de Vouillé, dans un espace de 8 000 m2 où travaillent plus de 800 ouvriers dès 1935. En 1936, la CFTH est en partie nationalisée. Dans les années 1950, des téléviseurs  sortent des chaînes de production.
Le 22 décembre 1950, elle signe un accord avec la Compagnie française Thomson-Houston représentée par Pierre Baillot, et la firme de Maurice Selmer, et fonde une marque phonographique, à savoir un label discographique. En 1958, CFTH et Pathé-Marconi fusionnent la marque au sein d'une nouvelle, la SDRT, qui distribue le matériel La Voix de son Maître.
La marque disparaît vers 1980, après avoir produit près de 500 modèles d'appareils radio et de télévision différents.